# Spice SE86C
Chronologie des modèles
Spice SE87C
La Spice SE86C est une voiture de sport-prototype, préparé par Spice Engineering pour la saison 1986.

## Écurie
- Chamberlain Engineering
- Spice Engineering
- Olindo Iacobelli
- Jean-Louis Ricci
- Graff Racing
- Pierre-Alain Lombardi